# Heimo Kuchling
Heimo Kuchling (* 25. September 1917 in Kapfenberg, Steiermark; † 23. September 2013 in Wien) war ein österreichischer Kunsttheoretiker.
Er gründete das Fach Morphologie der Bildenden Kunst an der Akademie der Bildenden Künste in Wien und lehrte es später auch an der Hochschule für künstlerische und industrielle Gestaltung in Linz. Neben seiner publizistischen Tätigkeit fungierte er als Ankäufer für Sammlungen und als Kurator und künstlerischer Berater für Galerien. Um seine Person bildete sich nach dem Krieg bis in die Gegenwart der Kuchling-Kreis.

## Leben
Sein Vater Rudolf Franz Kuchling war Fachlehrer für Maschinenbau und überzeugter Sozialist, die Mutter Cäcilia geb. Fabian stammte aus einer Uhrmacherfamilie mit italienischen Wurzeln. Heimo Kuchling war verheiratet mit Ursula Berg, einer Tochter des Malers Werner Berg, er hatte mit ihr drei Kinder, Christine, Gerald (Zoologe, Herpetologe) und Elisabeth.

### Frühe Jahre
1917 gegen Ende des Ersten Weltkriegs geboren, wuchs er in Klagenfurt auf. Hatte als Schüler vor allem Interesse an den Fächern Naturwissenschaften und Kunst. Weitläufige Wanderungen mit Vater und jüngerem Bruder in Kärnten und Steiermark. Sein Hauptschulfreund, der Dichter Michael Guttenbrunner, wurde sein engster Weggefährte.
1935–1939 Ausbildung zum Keramiker an der Wiener Kunstgewerbeschule bei Robert Obsieger. Teilnahme an Vorlesungen und Übungen der philosophischen und medizinischen Fakultät der Universität Wien. Lebenslange Freundschaft mit seinen Studienkollegen Rudolf Korunka und Kurt Schwarz (später Professoren für Gebrauchsgrafik an der Hochschule für Angewandte Kunst), Franz Kure und den Kolleginnen Adele Stadler und Luise Janacek.
Eine große Neigung waren Fotografie und Mikroskopie.
Nach der Studienzeit freier Kunstschriftsteller in Wien, ab 1941 Schriftleiter bei der Zeitschrift Kunst dem Volk. In dieser Zeit lernte er den Maler Herbert Boeckl kennen.
1945/46 besuchte Maria Lassnig seine Vorträge über Moderne Kunst in Klagenfurt. Er wurde auch auf den damals 16-jährigen Arnulf Rainer aufmerksam. 1946 lernte er den Maler Werner Berg kennen, dessen Tochter Ursula er 1951 heiratete.

### Etablierung
Ab 1950 Lehrauftrag an der Akademie der Bildenden Künste Wien, vermittelt durch Fritz Wotruba. Entwicklung des Fachs Morphologie der Bildenden Kunst. Enge Zusammenarbeit mit Joannis Avramidis’ Bildhauerklasse in der Böcklinstraße. Clemens Holzmeister empfahl den Studenten seiner Architekturklasse, Kuchlings Vorlesungen und die Übungen zum elementaren Formstudium zu besuchen. Ab 1973 fächerübergreifende Vorlesungen an der Hochschule für künstlerische und industrielle Gestaltung Linz. Arbeitsbesprechungen in den Klassen für Bildnerische Erziehung (Rektor Hannes Haybäck), Malerei (Eric Ess), Bildhauerei (Erwin Reiter) und Keramik (Günter Praschak).
1980 Verleihung des Titels ao. HS Professor an der Hochschule für künstlerische und industrielle Gestaltung Linz. 1987, anlässlich seines 70. Geburtstages, fand dort die Ausstellung Wege zum Bildwerk statt.
Für die Sammlung Fritz Kamm ersteigerte Kuchling auf internationalen Auktionen bedeutende Werke von Künstlern wie Cézanne, Picasso, Gris, Macke, Klee, Kirchner, Schlemmer. In Kamms Galerie Würthle in Wien arbeitete er von 1953 bis 1968 als Kurator und stellte sowohl internationale als auch österreichische Künstler aus. Von 1963 bis 1993 gemeinsam mit Eric Ess Kurator und künstlerischer Berater für die Galerie Haemmerle in Götzis, Vorarlberg.
Von 1960 bis 1973 Herausgeber und Autor der Zeitschrift für Kunsttheorie KONTUR.
Maria Lassnig, die nach Auslandsaufenthalten 1980 nach Österreich zurückkehrte, knüpfte die Annahme einer Professur an der Hochschule für angewandte Kunst an die Bedingung, dass Kuchling sie beim Aufbau und der Führung ihrer Klasse unterstützt.

### Späte Jahre
Seine Offenheit für alles Neue blieb bis zuletzt treibende Kraft für die Auseinandersetzung mit jungen Künstlern und neuen Ideen in der Bildenden Kunst.
In den letzten zwei Jahrzehnten holte sich Maria Lassnig Rat bei Heimo Kuchling und besprach ihre Bilder mit ihm. Er hatte die Qualität der Bilder Maria Lassnigs als einer der ersten erkannt, sie vertraute seinem Urteilsvermögen.
Im Alter von 80 Jahren begann er, seine Texte auf dem Computer zu verfassen. Seitdem wurden diese von seiner Tochter Christine Shamari und dem ehemaligen Hörer Martin Hasenschwandtner korrigiert und redigiert. Bis zu seinem Tod arbeitete er intensiv und ohne Unterbrechung an kunsttheoretischen Problemen und der Akzentuierung bisheriger Erkenntnisse.
Er wurde am Hütteldorfer Friedhof bestattet.

## Wirken und Werk

### Als Lehrender
Inhalt der Vorlesungen und Bildbesprechungen waren die kritische Auseinandersetzung mit allgemeinen Gesetzmäßigkeiten der bildnerischen Form und dem konkreten formalen Aufbau des jeweiligen Kunstwerks.

„Morphologie der Bildenden Kunst hat seine Vorlesung geheißen. Es ist nur darum gegangen, warum ein Bild gut ist und Qualität hat, also um die Formen. Er hat alles untersucht, Kubismus, auch alte Bilder, und in Zeichnungen die Kurven, Differenzierung, totale Strenge. Einmal sagte er, wir sollen eine Kurve zeichnen, die Spannung hat.“

Als Theoretiker auf Abstand bedacht, unabhängig von Inhalten und Stilen auf die wesentlichen formalen Merkmale eines gelungenen Kunstwerks einzugehen, vermittelte er die Notwendigkeit einer ganzheitlichen Betrachtung und konstruktiver Kritik.
Neben der Lehrtätigkeit hielt er Vorträge über Bildende Kunst im Rundfunk und in Institutionen für Erwachsenenbildung in Klagenfurt, Graz, Wien, Linz und Salzburg.
1963 Vortrag an der Goethe-Universität in Frankfurt/Main mit anschließender Diskussion über Der Künstler und die Zeit.

### Ankäufe für den Sammler Fritz Kamm und Tätigkeit für die Galerie Würthle in Wien
Heimo Kuchling holte nach dem Krieg wieder internationale Kunst nach Wien, die zu Beginn des Jahrhunderts bereits bekannt, durch den Nationalsozialismus aber völlig verdrängt und in Vergessenheit geraten war. Er hob damit die Leistungen der Gründergeneration der modernen Kunst des 20. Jahrhunderts wieder ins Bewusstsein der österreichischen Öffentlichkeit.
Heimo Kuchling ersteigerte auf den internationalen Kunstauktionen Kunstwerke für die Sammlung Kamm in Absprache mit Fritz Wotruba. Er erkannte damals die hohe Qualität dieser Kunstwerke, die zu dieser Zeit noch weitgehend unbemerkt geblieben war. Damit entstand eine der wertvollsten Kunstsammlungen des 20. Jahrhunderts.

### Als Kunsttheoretiker und Kritiker
In der Zeitschrift KONTUR zeigte Kuchling auf, wie sich Kunsttheorie und Kunstkritik wechselseitig bedingen. Sein Buch Kritik der Bildenden Kunst des 20. Jahrhunderts und die Schriftenreihe KONTUR riefen positive Reaktionen seitens Daniel-Henry Kahnweilers und Rudolf Arnheims hervor. Mit seinen theoretischen Positionen setzten sich Kunsthistoriker und Kunsttheoretiker wie Kurt Badt, Max Imdahl und Fritz Novotny auseinander. Für seinen in der Zeitschrift Kunst ins Volk publizierten Aufsatz zur 25. internationalen Kunstausstellung in Venedig 1950 erhielt er einen außerordentlichen Biennale-Preis.

### DerKuchling-Kreis
Nach dem Krieg fanden sich um den charismatischen Kunsttheoretiker Maler, Bildhauer, Architekten und Kunstpädagogen. Hierzu zählen Künstler und Künstlerinnen wie die Maler Norbert Grebmer, Eric Ess und Maria Lassnig, die Bildhauer Joannis Avramidis und Josef Pillhofer, die Architekten Friedrich Achleitner, Friedrich Kurrent und Johann Georg Gsteu, der Kunstpädagoge Hannes Haybäck und der Filmemacher und Gründer des Filmmuseums Peter Kubelka. 1957 kamen die Maler Otto Jungwirth, Peter Pichl und Hubert Dietrich, später auch Chefkonservator am Kunsthistorischen Museum, dazu. Dieser Kreis wurde über die
Jahre von nachfolgenden Generationen von Künstlern erweitert. Die Auseinandersetzung mit Formproblemen auf einer objektivierten Ebene ermöglichte die Begegnung unterschiedlicher und einander mitunter sehr reserviert gegenüberstehender Künstler.
Im Haus von Heimo und Ursula Kuchling in Hütteldorf fanden regelmäßig Ausstellungen statt.

### Als künstlerischer Berater des Stiftes Seitenstetten
1988 wurde die Ritterkapelle nach Renovierung und Gestaltung nach Plänen Heimo Kuchlings wiedereröffnet. Diese Zusammenarbeit war auch die Initialzündung für die Gründung einer Galerie für zeitgenössische Kunst im Stift Seitenstetten 1997. Pater Martin Mayrhofer, Kustos der umfangreichen historischen Kunstsammlung des Stiftes, begann mit dem Ankauf von Werken von Malern und Bildhauern aus dem Kuchling-Kreis.

### Galerie Neunzendorf und Galerie KONTUR
Seit 1998 finden in der Galerie Neunzendorf in Ried im Traunkreis und seit 2010 in der Galerie KONTUR in Wien Ausstellungen von Künstlerinnen und Künstlern aus dem Kuchling-Kreis statt. Die beiden Betreiber Hannes Gstöttenmayr und Robert Trsek sind selbst Maler und ehemalige Hörer von Heimo Kuchling aus der Malereiklasse von Eric Ess.

## Publikationen

### In Zeitschriften
1941–1945 Schriftleiter bei der Zeitschrift Kunst dem Volk, Wien. Ab 1945 freier Kunstschriftsteller, freier Mitarbeiter an den Zeitschriften Kunst ins Volk, Europäische Rundschau, Die Zeit, Wien und Publikationen in Neues Forum, Die Bühne, Wissenschaft und Weltbild, Wort und Wahrheit, Heute, Domus, Die Kunst, Parnass, Wort in der Zeit und Christliche Kunstblätter.

### Kataloge und andere Publikationen
Diverse Aufsätze in Katalogen und anderen Publikationen zu Künstlern wie Joannis Avramidis, Werner Berg, Richard Gerstl, Rudolf Korunka, Robert Obsieger, Josef Pillhofer, Rudolf Schönwald und Fritz Wotruba.

#### Auszug
- Bemerkungen zu den Malern des „Nötscher Kreises“. Zu den Briefen der Nötscher Maler, in: Wilhelm Baum (Hg.): „Kunstwerke sind Stationen auf dem Passionsweg zu einem verlorenen Paradies“. Briefe und Dokumente zum Nötscher Kreis, Kitab-Verlag, Klagenfurt-Wien 2004, S. 531–559
- mit Maria Baumgartner und Günter Praschak: Keramik Österreich, Galerie Böwig, Hannover 1989
- Robert Obsieger – Rückblick auf Lehre und Werk und Robert Obsieger und die Wiener Kunstgewerbeschule während des NSRegimes in: Robert Obsieger 1884–1958, Hochschule für Angewandte Kunst in Wien, 1986, S. 31–41 und S. 75–77
- Österreich Moderne Malerei, Folder der Pressestelle des Österreichischen Bundeskanzleramts, 1980 (in mehrere Sprachen übersetzt)
- Die Wortuba-Schule und Fritz Wotrubas Stellung in der zeitgenössischen Kunst, in: Otto Breicha (Hg.): Fritz Wotruba. Schriften zum Werk, Europaverlag, Wien 1967, S. 125–131 und S. 216–219
- Richard Gerstl 1883–1908. Galerie Würthle, Wien 1956

### Bücher
- Werner Berg (1904–1981). Galerie Magnet, Wien 2005
- Eros im Bild des Menschen. Kunstverlag Wall, Wien 2002, (Schriftenreihe Kontur)
- Zeichnung und Farbe. Albin Egger-Lienz / Werner Berg. Kunstverlag Wall, Wien 2001
- Werner Berg. Späte Holzschnitte. Berghaus Verlag, Kirchdorf 1982, ISBN 3-7635-0062-6
- Egon Schiele und sein Kreis. Berghaus Verlag, Ramerding, 1982, ISBN 3-7635-0053-7
- Expressionismus. Berghaus Verlag, Ramerding, 1980, ISBN 3-7635-0033-2
- Oskar Schlemmer. der Mensch. redigiert, eingeleitet und kommentiert von Heimo Kuchling. Reihe: das Bauhausbuch, Mainz/Berlin, 1969 Engl. Übers. J. Seligman, Man. Teaching notes from the Bauhaus, London 1971 und Cambridge/Massachusetts 1971
- Werner Berg. Holzschnitte. Verlag Guberner und Hierhammer, Wien 1964
- Kritik der Bildenden Kunst des XX. Jahrhunderts. Guberner, Wien 1962

### Publikationen an der Hochschule für künstlerische und industrielle Gestaltung in Linz
- TEXTE. Kunst und Programmatik. Zweierlei Wertung, Texte zur Kunsttheorie und Kunstpädagogik. 1993
- TEXTE, ohne Untertitel, Texte zur Kunsttheorie und Kunstpädagogik. 1989
- Kunst ohne Zukunft?. 1987
- Der sozialistische Realismus. Widerspiegelung der sozialistischen Gesellschaft? in: Gesellschaft (sic!) Kunst und Religion 1. Gemeinsame Ringvorlesungen der Linzer Hochschulen, Universität Linz, Hochschule für künstlerische und industrielle Gestaltung, Kath.-theologische Hochschule, Linz 1979, S. 22–3
- TEXTE. Der Stock, der flussaufwärts schwimmt, Texte zur Kunsttheorie und Kunstpädagogik
- TEXTE 2. Grenzüberschreitungen in der Bildenden Kunst, Texte zur Kunsttheorie und Kunstpädagogik
- Gespräch über den sozialistischen Realismus. Texte zur Kunsttheorie und Kunstpädagogik

### Nur im Kuchling-Kreis kursierende Manuskripte
- Gedanken zur künstlerischen Ausbildung. 2013
- Die Überwindung des Naturalismus. 2011
- Bildende Kunst neu gesehen. Wege zu einem Hochbild. 2010
- Das Notwendige. 2008
- Acht Aufsätze. 2008
- Aufsätze
- >Kunst im Dritten Reich< - >Entartete Kunst<
- Tendenzen in der Bildenden Kunst des Abendlandes
- Das Paradies der Künstler
- Schauen, Selektieren, Abstrahieren